# 朔-saku-
「朔-saku-」（サク）は、日本のバンドDir en greyのメジャー17枚目のシングル。

## 概要
- 「かすみ」以来となる新曲2曲と初音源化となるライブSEを収録。
- 2曲とも、この作品が発売になる前のツアー「THE CODE OF VULGAR[ism]」で先行披露されていた。また、Shinyaはこの時期ドラムセットを新調しており、その新しいドラムセットでの最初のレコーディングとなった。
- 1曲目が「Machiavellism」から始まり、タイトル曲である「朔-saku-」が2曲目に連なるという構成になっているが、これはどちらかがカップリングという扱いをされたくなかったことと、「Machiavellism」から始まり、「朔-saku-」に雪崩れ込む感じの方が流れ的にも良かったためであるとメンバーが語っている。
- 今作品にはライブSEである「G.D.S.」も収録されている。これはリミックスをいつものように入れるのも違うかなと感じたことと、以前から音源化が望まれていたことから、作業後半になって収録を決定した。
- 「朔-saku-」のPVは団地に暮らす家族を題材にした少年犯罪がテーマになっており、そのあまりの内容や残酷さ、リアルさ、演出が物議を醸し、PV集「AVERAGE FURY」発売の際には内容を一部制限して出さなければならなくなった。この作品のノーカットバージョンはフリーウィルからインディーズ流通で直接発売されたPV集「AVERAGE PSYCHO」で見ることが出来る。
- 2006年11月に大手音楽専門チャンネルMTVの人気番組「ヘッドバンガーズ・ボール」で、2005年に新設された視聴者が選定するPV音楽賞(HEADBANGERS BALL PV 2006)に、この「朔-saku-」のビデオクリップが日本のロックバンドの作品として初めてノミネートされ、グランプリを獲得した[1]。

## 収録曲
1. Machiavellism
（作詞:京 作曲・編曲:Dir en grey）
原曲者はToshiya。原曲の時点からToshiya自身がギターなども入れて、彼なりの各メンバーのプレイヤーとしての意識をしながら形にまとめていったらしい。Dieのパートはカッティングが多用され、薫のギター・フレーズは自分でもあまり出てこなかった感じで新鮮だったと語っている。またDieの好きなテンション・コードなどが出てくることから、「俺の手元をよく見てる」と感心したそうである。タイトルのMachiavellismとはそのままマキャベリの思想を表した言葉であり、ライブの上での自分の振る舞いと考え方にどこか通じるものを感じたという由来から来ている。近年のライブではToshiya自身の煽りも加えられている。
2. 朔-saku-
（作詞:京 作曲・編曲:Dir en grey）
原曲者は薫であり、タイトルの命名者も薫である。
曲の尺が2分強と短めではあるが、それは意識して短くしたものだと語っている。「Machiavellism」と同じく様々な視点、人格から歌詞が書かれており、後に発売された京の詩集にも「UNDER THE SUN」という形で一部分が描かれている。また、こちらには歌詞の最後（寡黙と・・・「　」）の後にある言葉が追加されている。朔という言葉の由来は、そのまま「始まり」を意味しているとのこと。
3. G.D.S.
（作曲・編曲:Dir en grey）
以前から主にスタンディングのライブでオープニングSEに使われていたSEである。タイトルの「G.D.S.」とはとある英単語をそれぞれ省略した言葉らしいが、メンバー自身が憶えていなかったため何の英語なのかは今も不明なままである（ちなみにその当時記者に「God Death Speedみたいな感じですか」と尋ねられ、「そういう感じです」と答えている）。京の曲中の叫びは「気合い」と連呼されている。終盤生音になりブレイクした後で、｢蝕紅｣の一発撮りライブ音源にそのまま繋がっている。